# Океанский проспект
Океа́нский проспе́кт (ранее улица Китайская) — центральный проспект во Владивостоке. Начинается от Площади борцов за власть Советов и заканчивается пересечением с проспектом Столетия Владивостока. До Покровского парка имеет одностороннее движение (на север).

## История
Современная часть Океанского проспекта первоначально была небольшой улицей по названию Китайская. Появилась она в 1868 году и получила имя в честь Пекинского трактата 1860 года, заключённого дипломатом, генерал-майором, графом Николаем Павловичем Игнатьевым, по которому территория, где расположился Владивосток, перестала быть «ничейной», а стала российской.
С 25 октября 1922 и по 10 сентября 1964 года ни один из тогдашних партийных руководителей Приморья и собственно Владивостока не предпринимал попыток сменить историческое название улице Китайской.
В начале 1963 года руководство КНР заявило, что считает неравноправными договоры Китая с царской Россией, но как раз в этих договорах определялась большая часть линии границы между двумя странами. Заявление Пекина подразумевало возможность её непризнания. В СССР позицию КНР восприняли как посягательство на территории Советского Союза, что заставляло думать об угрозе для них со стороны Китая. Но, опасаясь конфликта с КНР, советское руководство согласилось вступить с Китаем в консультации об уточнении линии прохождения государственной границы. Эти консультации застопорились летом 1964 г., после того как в беседе с иностранными журналистами Мао Цзэдун заявил о возможности предъявить Советскому Союзу «счёт» за территории к востоку от Байкала, которые, по его мнению, были незаконно захвачены Российской империей.
На волне разрыва советско-китайских отношений Исполком Владивостокского горсовета депутатов трудящихся, не изучив истинную историю возникновения названия улицы Китайской и посчитав, что упоминание слова «китайская» каким-то образом прославляет идейного врага маоистский Китай, создал Решение № 662 от 10 сентября 1964 года.
Текст «Решения № 662» гласил:
1. В связи с предстоящей реконструкцией и застройкой центральной части города, осуществляемой в увязке с прилегающими к центру жилыми районами, и вытекающим из этого изменениями в функциональном назначении отдельных улиц, объединить улицу Китайскую с Океанским проспектом и считать её началом Океанского проспекта.
2. Учитывая многочисленные пожелания трудящихся города, — переименовать — существующую ул. Суйфунскую — в ул. Уборевича; существующую ул. Пекинскую — в ул. Адмирала Фокина.

Место хранения «Решения № 662» : ГАПК, ф.-Р-85, оп. 7, д. 337.
На генеральном плане 1868 года отмечен нынешний проспект.
По Китайской улице проложили вторые в городе трамвайные пути, первые были проложены в 1912 г. по улице Светланской. Но по Китайской улице трамвай ходил недолго — лишь 18 лет.
Изначально Океанский проспект получил своё название в декабре 1907 года, когда был принят перечень из 49 новых улиц и 6 проспектов — всего 55 названий. Проспекты эти — Центральный, Николаевский, Амурский, Народный, Океанский и Северный.

Памятник «Борцам за власть Советов на Дальнем Востоке», начало Океанского проспекта. Здание слева — Дальрыбвтуз.
Во Владивостоке на Океанском проспекте установлен памятник моряку советского торгового флота, вернувшемуся из «загранки». Моряк одет в «фирменный» джинсовый костюм, при нём «фирменные» солнцезащитные очки, «фирменные» диски, «фирменная» сумка и дефицитный в то время полиэтиленовый пакет. Небрежным жестом руки он ловит «тачку».

## Известные здания

### № 7 — Японское консульство
|  | Здание генерального консульства Японии — бывшее здание консульства Японии во Владивостоке. Построено в 1916 году по проекту архитектора Якоба Шафрата. В 1912 году между Россией и Японией был заключён торговый договор и подписано соглашение о консульских представительствах, согласно которому во Владивостоке было открыто генеральное консульство Японии. В 1914 году по просьбе японского консула городская управа отвела участок для строительства здания нового консульства. Проектировал здание приглашённый японской стороной архитектор Якоб Шафрат, работавший ранее в Маньчжурии. Закладка здания состоялась в мае 1915 года, а закончилось строительство в 1916 году. |

### № 9 — Дом Демби
|  | Дом Демби — памятник модерна. Здание построено в 1909—1910 годах по проекту архитектора А. К. Гольденштедт как доходный дом рыбопромышленника А. Г. Демби. По архивным источникам установлено, что в 1917 году в здании располагалась гостиница «Немецкая». В годы Первой мировой войны непатриотичное название поменяли на «Националь». В годы Гражданской войны в доме был квартирован штаб Приамурского военного округа, после победы советской власти в 1922 году — штаб Народно-революционной армии, позже различные учреждения. |

### № 17 — Фрэш-Плаза
|  | Современное офисное здание. Изначально на его месте предполагалось построить многоуровневую парковку. |

### № 18 — Приморская краевая библиотека им. А.А. Фадеева
| Бывшая Приморская краевая библиотека им. А.А. Фадеева (ныне офис Сбербанка). |

### № 19 — Гостиница «Красный Владивосток»
|  | Бывшее здание гостиницы «Красный Владивосток» — шедевр владивостокского монументального классицизма. Сегодня — один из корпусов ДВФУ. |

### № 20 — Здание администрации г. Владивостока
|  | Мэрия города. |

### № 24 — Владивостокский телеграф
|  | Бывшее здание Владивостокского телеграфа. Владивостокский исследователь Д. А. Анча утверждает, что первоначально дом принадлежал жене чиновника Таисии Николаевне Попугаевой и был построен в 1907—1908 годах. В здании располагались три большие съёмные квартиры и отдельные помещения, сдававшиеся в аренду под конторы различных фирм и компаний города. В декабре 1916 года состоялся аукцион во Владивостокском окружном суде, на котором дом за долги был продан штабс-капитану в отставке Алексею Ивановичу Дыдышко — управляющему делами Торгового дома «И. Я. Чурин и Ко» в городе Никольск-Уссурийском. В том же году в здание въехала Северная телеграфная компания, заняв весь третий этаж дома. В 1923 году, после эмиграции Дыдышко и национализации его имущества, здание целиком было отдано под нужды Владивостокского телеграфа. |

### № 26 — Гостиница Сибирское Подворье
|  | Здание гостиницы «Сибирское Подворье» было построено в историческом центре Владивостока, на улице Китайской, 26 (ныне Океанский проспект, 26) в 1896—1898 годах и принадлежало купцу И. А. Циммерману. Газета «Дальний Восток» в номере 108 от 18 мая 1903 года писала: «Гостиница „Сибирское Подворье“, Владивосток. Обновлены 30 хорошо меблированных номеров (от 1 до 5 рублей) и введён образцовый порядок. При гостинице баня с ванной и душем. Цены содержания значительно уменьшены». В начале 1920-х годов владельцы гостиницы братья Циммерманы уехали в Америку. Главное здание как гостиница просуществовало до 1944 года, затем было заселено семьями офицеров Тихоокеанского флота, из расчёта одна комната на семью. Здания во дворе превратились в коммунальные квартиры. |

### № 28 — Дом братьев Циммерманов
|  | Бывший Дом братьев Циммерманов. Сегодня — ресторан «Николай Штуккенберг». |

### № 30 — Ансамбль доходных домов Л. Скидельского
|  | Ансамбль доходных домов Л. Скидельского — памятник модерна. Крупный владивостокский предприниматель и домовладелец конца XIX — начала XX веков, владелец деревообрабатывающих и цементных заводов, угольных месторождений, крупнейший капиталист начала века на Дальнем Востоке и в Китае Леонтий Соломонович Скидельский построил доходный дом на улице Китайской (сегодня — Океанский проспект) в 1902—1909 годах по проекту архитектора Владимира Карловича Гольденштедта. В советское время в здании размещались жилые квартиры, а нижние этажи использовались под магазины; с 1986 года — в здании разместились различные административные учреждения. |

### № 39 — Учебный корпус ДВФУ
| Учебный корпус ДВФУ. |

### № 43 — Дворец пионеров и школьников
| Среди новостроек Владивостока 1970-х выделялось здание Дворца пионеров и школьников, ставшее ярким примером ансамбля монументально-декоративного искусства и архитектуры. Проект Дворца разработал в 1972 году московский архитектор испанского происхождения Антонио Михе вместе с коллективом института ЦНИИЭП учебных зданий. Реализация проекта растянулась почти на девять лет (1974—1983), стала событием для Владивостока и широко освещалась в прессе. Над оформлением Дворца работали лучшие художники города: П. К. Федотов, В. А. Санников, А. И. Кротов, Н. М. Шайморданова, В. Ф. Косенко, А. В. Кацук. Дворец был украшен мозаичными панно и декоративными объектами (горны, часы с фигурками, комната сказок). Перед входом был установлен круглый бассейн-фонтан, украшенный мозаикой на тему «Жизнь моря», авторства художника Веналия Артёмовича Санникова. Декоративные часы «Знаки зодиака», расположенные над главным входом, были созданы художником Павлом Кирилловичем Федотовым. |

### Покровский парк
|  | В 1990 году парк получил статус мемориального Покровского парка, а через год вся территория передана епархии. Памятник Ленину снесли и обнаружили нетронутый фундамент Покровского храма. К концу 1990-х годов здесь построили храм Иоанна Кронштадтского и часовню Серафима Саровского. |